# Barbula dharvarensis
Barbula dharvarensis är en bladmossart som beskrevs av Hugh Neville Dixon 1921. Barbula dharvarensis ingår i släktet neonmossor, och familjen Pottiaceae. Inga underarter finns listade i Catalogue of Life.